# ゴダイゴ
ゴダイゴ（GODIEGO）は、1975年1976年に結成された日本のプログレッシブ・ロック・バンドの草分け的存在。1970年代後半から1980年代前半にかけてヒット曲を連発し、日本の音楽界に多大なる影響を与えた。1985年に解散するが、その後も幾度かの再結成を行い、2006年に恒久的な再始動を宣言。ハブ・マーシー所属。

## 来歴
ザ・ゴールデン・カップスで活躍していたミッキー吉野が同バンドの解散後、スティーヴ・フォックスと「サンライズ」を結成。その後ミッキーは渡米しボストンのバークリー音楽院に入学。卒業後帰国しスティーヴと「ミッキー吉野グループ」を結成。タケカワユキヒデは1975年にソロ・アーティストとしてデビューしており、タケカワのアルバム（後の新創世紀）の録音に参加したことをきっかけに、他のバンドで活動していた浅野孝已と原田裕臣を誘い1976年3月、「ゴダイゴ」を結成した。このアルバムは当初タケカワユキヒデのソロアルバムとして制作が進んでいたが、「ゴダイゴ」結成に伴いバンドのファーストアルバムに変更された。
1976年、アルバム『GODIEGO （組曲：新創世紀）』でデビュー。同年、NHK総合のテレビドラマ『男たちの旅路』の音楽を担当。
1977年、アルバム『DEAD END』を発表。NHK総合のテレビドラマ『男たちの旅路』第二部第二話「冬の樹」に、熱狂的なファンがいるロックバンド「ゴダイゴ」として出演・演奏。
1978年にはテレビ番組『西遊記』（日本テレビ）のエンディングテーマ「ガンダーラ」、および同オープニングテーマ「モンキー・マジック」を発表。「ガンダーラ」と「モンキー・マジック」は7週間にわたり2曲同時にトップ10にランクインし、「ガンダーラ」はとりわけ低年齢層に支持された。
1979年にはユニセフ国際児童年協賛曲である「ビューティフル・ネーム」、同名映画『銀河鉄道999』の主題歌「銀河鉄道999」、そして『西遊記II』（日本テレビ）のエンディングテーマ「ホーリー・アンド・ブライト」を発表。「ビューティフル・ネーム」と「銀河鉄道999」に加え、「ハピネス」（タケカワのソロ名義）「はるかな旅へ」の4曲が同時にトップ20にランクインするなど大ヒットを連発し、所属した日本コロムビアの経常利益は、前年のほぼ倍増の約47億円に上った。
人気を博した彼らだったが、スティーヴ・フォックスが宣教師になるために脱退した1980年春ころから徐々に人気に陰りが出始め、1985年に解散する。当時、公式には「インターミッション（活動休止）」と呼称しており、後にミッキー吉野は「当時『解散』が流行っていたので使いたくなかった」と語っている。
解散後、ミッキー吉野はゴダイゴの精神を引き継いだアルバムを2枚発表。これらのアルバムには浅野孝已・スティーヴ・フォックスも参加している。
1999年、外国籍メンバーの滞在ビザの関係もあり3か月間限定で再結成。年末にはNHK紅白歌合戦（NHK総合・ラジオ第1、#NHK紅白歌合戦出場歴参照）に出場し、「ビューティフルネーム」を披露した。翌2000年には前年のツアーで開催がなかった西日本エリアでライブを行った。その後もテレビ番組やイベントの出演などで散発的に再結成したが、外国籍メンバーの代役を他のミュージシャン（村上秀一など）が務めることもあった。
ゴダイゴ結成30周年に当たる2006年、奈良・東大寺でオリジナル・メンバーによるコンサートを行って恒久的な再始動を宣言した。この年、マキシシングル2枚とDVD1枚をリリースした。
2007年3月16日、東京芸術劇場で、ゴダイゴを始めとする総勢80人のミュージシャンによる「2007 TOKYO 新創世紀」を行った。このライブは、東京芸術劇場での初のロックライブとなった。8月16日には神宮外苑花火大会にライブ出演。1曲目から「モンキー・マジック」を披露し大歓声を浴びると、タケカワは「気持ちは花火かもしれないけれど、ゴダイゴを楽しんでね」と語り、「ビューティフル ネーム」「ガンダーラ」「銀河鉄道999」などヒットナンバー全6曲を披露した。
2014年には、1980年から1985年にかけてスティーヴ・フォックスに代わりベースを務めた吉澤洋治が正式メンバーとして復帰した。担当楽器はギターとベース。2006年のゴダイゴ再始動後もゲスト出演することはあったが、正式メンバーとして復帰するのはゴダイゴが活動休止となった1985年以来である。
2015年11月1日に中野サンプラザで行った『新制！ゴダイゴ プレミアムコンサート2015』では、初代ドラマーの浅野良治が背広姿でステージに登場した。タケカワユキヒデは「（浅野良治を含めて）7（ナナ）ダイゴ」と紹介した。

## メンバー

### 現メンバー
| 名前                   | 本名                             | パート                                                     | 生年月日               | 出身地                           | 在籍期間                  |
| ---------------------- | -------------------------------- | ---------------------------------------------------------- | ---------------------- | -------------------------------- | ------------------------- |
| ミッキー吉野           | 吉野光義                         | キーボード、サックス、ボーカル、作詞、作曲、編曲、リーダー | 1951年12月13日（73歳） | 神奈川県横浜市                   | 1976年 -                  |
| タケカワユキヒデ       | 武川行秀                         | ボーカル、ピアノ、メロトロン、作詞、作曲、編曲             | 1952年10月22日（72歳） | 埼玉県さいたま市浦和区           | 1976年 -                  |
| スティーヴ・フォックス | スティーヴ・ヘンリー・フォックス | ベース、ボーカル、作詞、作曲                               | 1953年10月3日（71歳）  | 宮城県仙台市                     | 1976年 - 1980年、1999年 - |
| トミー・スナイダー     | トミー・チャーター・スナイダー   | ドラムス、フルート、ボーカル、作詞、作曲、編曲             | 1952年12月20日（72歳） | アメリカ合衆国マサチューセッツ州 | 1977年 -                  |
| 吉澤洋治               | 吉澤洋治                         | ギター、ベース、ボーカル                                   | 1957年1月31日（68歳）  | 東京都                           | 1980年 -                  |

### 元メンバー
| 名前     | 本名     | パート                                                   | 生年月日                               | 出身地         | 在籍期間        |
| -------- | -------- | -------------------------------------------------------- | -------------------------------------- | -------------- | --------------- |
| 原田裕臣 | 原田裕臣 | ドラムス                                                 | 1944年2月14日（81歳）                  | 神奈川県川崎市 | 1975年          |
| 浅野良治 | 浅野良治 | ドラムス                                                 | 1954年1月20日（71歳）                  | 東京都豊島区   | 1976年 - 1977年 |
| 浅野孝已 | 浅野孝已 | ギター、ギターシンセサイザー、ボーカル、作詞、作曲、編曲 | 1951年6月1日 - 2020年5月12日（68歳没） | 東京都豊島区   | 1976年 - 2020年 |

## メンバーの変遷
以下の表はゴダイゴおよびその前身にあたるミッキー吉野グループにおけるメンバーの変遷を記したものである。
| グループ名           | 時期            | キーボード   | ヴォーカル       | ギター                 | ベース                        | ドラム             |
| -------------------- | --------------- | ------------ | ---------------- | ---------------------- | ----------------------------- | ------------------ |
| ミッキー吉野グループ | 1971年 -        | ミッキー吉野 | デイヴ平尾       | 成毛滋                 | 寺川正興                      | 田畑貞一           |
| ミッキー吉野グループ | 1974年8月 -     | ミッキー吉野 |                  | エドワード・リー       | 藤井真一                      | アイ高野           |
| ミッキー吉野グループ | 1974年11月 -    | ミッキー吉野 |                  | スティーヴ・フォックス | 市原康                        |                    |
| ミッキー吉野グループ | 1975年3月 -     | ミッキー吉野 | エドワード・リー | スティーヴ・フォックス | 原田裕臣                      |                    |
| ミッキー吉野グループ | 1975年5月 -     | ミッキー吉野 | 浅野孝已         | スティーヴ・フォックス | 原田裕臣                      |                    |
| ミッキー吉野グループ | 1975年12月 -    | ミッキー吉野 | 浅野孝已         | スティーヴ・フォックス |                               |                    |
| ゴダイゴ             | 1976年1月 -     | ミッキー吉野 | 浅野孝已         | スティーヴ・フォックス | タケカワユキヒデ （武川行秀） | 浅野良治           |
| ゴダイゴ             | 1977年1月16日 - | ミッキー吉野 | 浅野孝已         | スティーヴ・フォックス | タケカワユキヒデ （武川行秀） |                    |
| ゴダイゴ             | 1977年3月14日 - | ミッキー吉野 | 浅野孝已         | スティーヴ・フォックス | タケカワユキヒデ （武川行秀） | トミー・スナイダー |
| ゴダイゴ             | 1980年3月30日 - | ミッキー吉野 | 浅野孝已         |                        | タケカワユキヒデ （武川行秀） | トミー・スナイダー |
| ゴダイゴ             | 1980年7月29日 - | ミッキー吉野 | 浅野孝已         | 吉澤洋治               | タケカワユキヒデ （武川行秀） | トミー・スナイダー |
| ゴダイゴ             | 1999年6月 -     | ミッキー吉野 | 浅野孝已         | スティーヴ・フォックス | タケカワユキヒデ （武川行秀） | トミー・スナイダー |
| ゴダイゴ             | 2014年4月 -     | ミッキー吉野 | 浅野孝已         | スティーヴ・フォックス | タケカワユキヒデ （武川行秀） | トミー・スナイダー |
| ゴダイゴ             | 2014年4月 -     | ミッキー吉野 | 吉澤洋治         |                        | タケカワユキヒデ （武川行秀） | トミー・スナイダー |

## グループ名の由来
グループ名の由来の一つに後醍醐天皇がある。ミッキー吉野は自分の姓「吉野」から吉野朝廷→後醍醐天皇と連想でき、子供のころから好きだったからと語っている。
英語表記では“GODIEGO”となる。「DAI」ではなく「DIE」という表記を思い付いたのはスティーブ・フォックスである。「GO」「DIE」「GO」と分けると、「生きて、死んで、生きる」という意味になる。つまり不死鳥、復権した後醍醐天皇、七転び八起き、あるいは輪廻転生がイメージできることからミッキー吉野も同意したという。
また、「GOD」「I」「EGO」と分けると、「神」「自分」「自我」という意味にもなる。

## CMソンググラフティ
ゴダイゴはCMに楽曲を多数提供しており、代表的なものとしては、1976年にカネボウ化粧品のCMに使用された「僕のサラダガール」、1977年のミラージュボウル（同年12月11日開催）のテーマ曲である「ミラージュのテーマ」、1979年のサントリービールのCMに使われた「ハピネス」やタケダ・ベンザエースのCM曲「マジック・カプセル」などがある。
- アルバム名にあるとおり、全てがCMソングとして書かれた曲で構成されているアルバム。その特殊性から、当時はなかなか理解を得られず、レコード化が危ぶまれたが、77年の大瀧詠一さんによる「ナイアガラCMスペシャル」の大成功によって、実現できた。
- 「僕のサラダガール」はゴダイゴのデビュー曲である。作詞を依頼するにあたり、この曲のイメージを奈良橋陽子に伝えたところ、外国生活の長かった彼女は「頭がサラダになっている女の子」を想像してしまったという。
- 「ミラージュのテーマ」はNCAAのアメリカンフットボール大会、「ミラージュボウル」のテーマソングである。本大会のスポンサーであった三菱自動車は、1977年大会での「三菱・ミラージュ」のプレキャンペーンが終了してからも、1980年まで同曲をCMで使用していた。そのため、この曲は三菱・ミラージュのために作られたものであると誤解されることもある。『ミラージュボウル』という名称自体は『三菱・ミラージュ』から採られたものである。
- 「ハピネス」は、タケカワのデビューアルバム「走り去るロマン」に収録されていた「ぼくらのしあわせ」をミッキーが編曲し、ゴダイゴによる演奏で再録されたものである。ゴダイゴのブレイクを受けて再々発売された「走り去るロマン」に収録されている。
- 「マジック・カプセル」は、1979年、同名のライブ・アルバム『マジック・カプセル/ゴダイゴ・ライヴ』で発表された曲である。当時劇場公開されたゴダイゴの活動を追ったドキュメンタリータッチの映画『マジック・カプセル』では、この曲の制作過程を見ることができる。

## ゴダイゴ ホーンズ
ゴダイゴはホーン（管楽器）セクション「ゴダイゴ・ホーンズ」を伴いライブ活動をしていた時期がある。最も多用していたのは1979年 - 1981年にかけてである。
実際にホーン・セクションが登場したのは、1978年11月の「芸術祭コンサート」で「組曲：威風堂々」を演奏した時である。メンバーはしばしば変更され、その組み合わせは、1979年春以降、第一次から第五次までを数えている。
ツアーにホーン・セクションを帯同させるのは負担が大きかったため、1981年秋以降はホーン・セクションなしで活動することとなる。1985年のファイナルツアーの際には、ホーン・セクションも復活した。ゴダイゴ解散後、ホーンズメンバーは、ミッキーのアルバムにしばしば参加している。
1999年 - 2000年の期間限定再結成時と2006年以降のライヴにも、ゴダイゴ・ホーンズは登場しているが、当初のメンバーとは異なる。
| 氏名     | 担当楽器           | 在籍年                    |
| -------- | ------------------ | ------------------------- |
| 岸本博   | トランペット       | 1979年 - 1981年、1985年   |
| 永井真   | トランペット       | 1979年                    |
| 外山昭彦 | トランペット       | 1999年 - 2000年           |
| 奥村晶   | トランペット       | 2006年 -                  |
| 井口秀夫 | トロンボーン       | 1979年 - 1981年           |
| 佐藤春樹 | トロンボーン       | 1999年 - 2000年           |
| 池田雅明 | トロンボーン       | 2006年 -                  |
| 松風鉱一 | サックス、フルート | 1979年 - 1981年、1985年   |
| 吉田治   | サックス、フルート | 1999年 - 2000年、2006年 - |

## 作品

### 日本版シングル
| #    | 発売日         | タイトル                 | 規格              | 規格品番  | オリコン | 初収録アルバム                                     |
| ---- | -------------- | ------------------------ | ----------------- | --------- | -------- | -------------------------------------------------- |
| 1st  | 1976年4月1日   | 僕のサラダガール         | 7インチシングル盤 | YK-57     | 37位     | 新創世紀                                           |
| 2nd  | 1976年10月1日  | いろはの"い"             | 7インチシングル盤 | YK-65     | 圏外     | 「いろはの"い"」オリジナル・サウンドトラック       |
| 3rd  | 1977年5月1日   | シンフォニカ             | 7インチシングル盤 | YK-84     | 圏外     | CMソング・グラフィティ・ゴダイゴ・スーパー・ヒッツ |
| 4th  | 1977年6月1日   | ハウスのふたり           | 7インチシングル盤 | YK-87     | 圏外     | 「ハウス」オリジナル・サウンドトラック             |
| 5th  | 1977年9月1日   | 君は恋のチェリー         | 7インチシングル盤 | YK-91     | 圏外     | 「ハウス」オリジナル・サウンドトラック             |
| 6th  | 1977年12月10日 | ミラージュのテーマ       | 7インチシングル盤 | YK-98     | 圏外     | CMソング・グラフィティ・ゴダイゴ・スーパー・ヒッツ |
| 7th  | 1978年10月1日  | ガンダーラ               | 7インチシングル盤 | YK-503    | 2位      | 西遊記                                             |
| 8th  | 1978年12月25日 | モンキー・マジック       | 7インチシングル盤 | YK-506    | 2位      | 西遊記                                             |
| 9th  | 1979年4月1日   | ビューティフル・ネーム   | 7インチシングル盤 | YK-509    | 2位      | GODIEGO HIT SPECIAL                                |
| 10th | 1979年6月1日   | はるかな旅へ             | 7インチシングル盤 | YK-515    | 15位     | OUR DECADE                                         |
| 11th | 1979年7月1日   | 銀河鉄道999              | 7インチシングル盤 | CK-537    | 2位      | GODIEGO HIT SPECIAL                                |
| 12th | 1979年10月1日  | ホーリー&ブライト        | 7インチシングル盤 | YK-525    | 17位     | GODIEGO HIT SPECIAL                                |
| 13th | 1980年2月10日  | リターン・トゥ・アフリカ | 7インチシングル盤 | YK-530    | 17位     | GODIEGO HIT SPECIAL                                |
| 14th | 1980年5月1日   | ポートピア               | 7インチシングル盤 | AK-615    | 23位     | GODIEGO HIT SPECIAL                                |
| 15th | 1980年9月1日   | カトマンズ               | 7インチシングル盤 | AK-709    | 29位     | KATHMANDU                                          |
| 16th | 1980年10月10日 | アフター・ザ・レイン     | 7インチシングル盤 | AK-729    | 圏外     | 「遥かなる走路」オリジナル・サウンドトラック       |
| 17th | 1981年1月1日   | ナマステ                 | 7インチシングル盤 | AH-10     | 86位     | KATHMANDU                                          |
| 18th | 1981年10月1日  | 愛の3イヤーズ            | 7インチシングル盤 | AH-106    | 99位     | M.O.R.                                             |
| 19th | 1982年1月1日   | ザ・サンライズ           | 7インチシングル盤 | AH-167    | 圏外     | GODIEGO SINGLE COLLECTION                          |
| 20th | 1982年2月1日   | 魔法のあかり             | 7インチシングル盤 | AH-169    | 74位     | GODIEGO SINGLE COLLECTION                          |
| 21st | 1983年9月1日   | キャリー・ラヴ           | 7インチシングル盤 | AH-373    | 圏外     | FLOWER                                             |
| 22nd | 1999年11月5日  | JAVA WA JAVA             | 8cm CD            | CODA-1791 | 89位     | WHAT A BEAUTIFUL NAME                              |

| #    | 発売日         | タイトル          | 規格    | 規格品番  | オリコン | 初収録アルバム   |
| ---- | -------------- | ----------------- | ------- | --------- | -------- | ---------------- |
| 23rd | 2006年5月17日  | MONKEY MAGIC 2006 | 12cm CD | UPCH-5394 | 60位     | Godiego The Best |
| 24th | 2006年10月25日 | ONE FOR EVERYONE  | 12cm CD | UPCH-5429 | 151位    | Godiego The Best |

| #    | 発売日         | タイトル   | 規格    | 規格品番   | オリコン | 初収録アルバム   |
| ---- | -------------- | ---------- | ------- | ---------- | -------- | ---------------- |
| 25th | 2007年10月24日 | BIG MAMA   | 12cm CD | UPCH-80044 | 138位    | Godiego The Best |
| 26th | 2011年2月9日   | Walking On | 12cm CD | UPCH-80218 | 圏外     | Godiego The Best |

| #    | 発売日        | タイトル        | 規格    | 規格品番  | オリコン | 初収録アルバム   |
| ---- | ------------- | --------------- | ------- | --------- | -------- | ---------------- |
| 27th | 2015年10月7日 | きみはミラクル! | 12cm CD | UPCY-5011 | 167位    | Godiego The Best |

### 海外版シングル
| 販売国         | 発売日        | タイトル                       | レーベル               | 規格              | 規格品番  |
| -------------- | ------------- | ------------------------------ | ---------------------- | ----------------- | --------- |
| イギリス       | 1977年9月16日 | The Water Margin               | BBC Records            | 7インチシングル盤 | RESL-50   |
| 西ドイツ       | 1977年        | The Water Margin               | BBC Records            | 7インチシングル盤 | LC-1385   |
| スペイン       | 1978年        | The Water Margin               | SATRIL/ZAFIRO-SA       | 7インチシングル盤 | P-65      |
| イギリス       | 1978年        | If You Are Passing By That Way | SATRIL                 | 7インチシングル盤 | SAT-128   |
| ポルトガル     | 1978年        | If You Are Passing By That Way | SATRIL/LEEDS MUSIC LTD | 7インチシングル盤 | RSAT-1128 |
| イギリス       | 1980年        | Gandhara                       | BBC Records            | 7インチシングル盤 | RESL-66   |
| イギリス       | 1980年        | Monkey                         | BBC Records            | 7インチシングル盤 | RESL-81   |
| オーストラリア | 1984年        | Monkey Magic                   | ABCレコード            | 7インチシングル盤 | K9487     |

### オリジナル・アルバム
| #   | 発売日         | タイトル              | 規格               | 規格品番                       | オリコン |
| --- | -------------- | --------------------- | ------------------ | ------------------------------ | -------- |
| 1st | 1976年7月25日  | 新創世紀              | LP盤               | YX-7177                        | 88位     |
| 1st | 1976年11月25日 | 新創世紀              | コンパクトカセット | CCK-5001                       | 88位     |
| 1st | 1989年11月21日 | 新創世紀              | CD                 | CA-4060                        | 88位     |
| 1st | 1993年11月21日 | 新創世紀              | CD                 | COCA-11130（CD文庫1500）       | 88位     |
| 1st | 2008年3月19日  | 新創世紀              | CD                 | COCP-51086（紙ジャケット仕様） | 88位     |
| 2nd | 1977年11月1日  | DEAD END              | LP盤               | YX-7192                        | 64位     |
| 2nd | 1977年11月25日 | DEAD END              | コンパクトカセット | CCK-5011                       | 64位     |
| 2nd | 1989年11月21日 | DEAD END              | CD                 | CA-4061                        | 64位     |
| 2nd | 1994年7月21日  | DEAD END              | CD                 | COCA-11876（CD文庫1500）       | 64位     |
| 2nd | 2008年3月19日  | DEAD END              | CD                 | COCP-51087（紙ジャケット仕様） | 64位     |
| 3rd | 1978年10月25日 | 西遊記                | LP盤               | YX-5004                        | 1位      |
| 3rd | 1978年10月25日 | 西遊記                | コンパクトカセット | CCK-5027                       | 1位      |
| 3rd | 1989年11月21日 | 西遊記                | CD                 | CA-4063                        | 1位      |
| 3rd | 1993年10月21日 | 西遊記                | CD                 | COCA-11090（Q盤）              | 1位      |
| 3rd | 2008年3月19日  | 西遊記                | CD                 | COCP-51089（紙ジャケット仕様） | 1位      |
| 3rd | 2021年11月24日 | 西遊記                | 2UHQCD+DVD         | COZP-1847（シン・ミックス盤）  | 1位      |
| 4th | 1979年6月25日  | OUR DECADE            | LP盤               | YX-5010                        | 3位      |
| 4th | 1979年6月25日  | OUR DECADE            | コンパクトカセット | CCK-5040                       | 3位      |
| 4th | 1989年11月21日 | OUR DECADE            | CD                 | CA-4064                        | 3位      |
| 4th | 1994年7月21日  | OUR DECADE            | CD                 | COCA-11877（CD文庫1500）       | 3位      |
| 4th | 2008年3月19日  | OUR DECADE            | CD                 | COCP-51090（紙ジャケット仕様） | 3位      |
| 5th | 1980年10月1日  | KATHMANDU             | LP盤               | AF-7001                        | 9位      |
| 5th | 1980年10月1日  | KATHMANDU             | コンパクトカセット | CTK-7030                       | 9位      |
| 5th | 1994年7月21日  | KATHMANDU             | CD                 | COCA-11879（CD文庫1500）       | 9位      |
| 5th | 2001年10月21日 | KATHMANDU             | CD-R               | COR-11879（CD文庫1500）        | 9位      |
| 5th | 2008年3月19日  | KATHMANDU             | CD                 | COCP-51093（紙ジャケット仕様） | 9位      |
| 6th | 1981年9月1日   | M.O.R.                | LP盤               | AF-7076                        | 19位     |
| 6th | 1981年9月1日   | M.O.R.                | コンパクトカセット | CTK-7059                       | 19位     |
| 6th | 1995年2月21日  | M.O.R.                | CD                 | COCA-12372（CD文庫1500）       | 19位     |
| 6th | 2008年3月19日  | M.O.R.                | CD                 | COCP-51095（紙ジャケット仕様） | 19位     |
| 7th | 1984年1月21日  | FLOWER                | LP盤               | AF-7222                        | 36位     |
| 7th | 1984年1月21日  | FLOWER                | コンパクトカセット | CAR-1231                       | 36位     |
| 7th | 1995年2月21日  | FLOWER                | CD                 | COCA-12373（CD文庫1500）       | 36位     |
| 7th | 2008年3月19日  | FLOWER                | CD                 | COCP-51097（紙ジャケット仕様） | 36位     |
| 8th | 1984年11月21日 | ONE DIMENSION MAN     | LP盤               | AF-7329                        | 50位     |
| 8th | 1984年11月21日 | ONE DIMENSION MAN     | コンパクトカセット | CAR-1334                       | 50位     |
| 8th | 1995年2月21日  | ONE DIMENSION MAN     | CD                 | COCA-12375（CD文庫1500）       | 50位     |
| 8th | 2001年10月21日 | ONE DIMENSION MAN     | CD-R               | COR-12375（CD文庫1500）        | 50位     |
| 8th | 2008年3月19日  | ONE DIMENSION MAN     | CD                 | COCP-51099（紙ジャケット仕様） | 50位     |
| 9th | 1999年10月21日 | WHAT A BEAUTIFUL NAME | CD                 | COCP-30687                     | 25位     |

### サウンドトラック
| #   | 発売日         | タイトル                                       | 規格 | 規格品番  | オリコン |
| --- | -------------- | ---------------------------------------------- | ---- | --------- | -------- |
| 1st | 1976年11月25日 | 「いろはの"い"」オリジナル・サウンドトラック   | LP盤 | YX-7140   | 圏外     |
| 2nd | 1977年6月25日  | 「ハウス」オリジナル・サウンドトラック         | LP盤 | YX-7177   | 圏外     |
| 3rd | 1978年7月10日  | 「キタキツネ物語」オリジナル・サウンドトラック | LP盤 | YX-5003   | 34位     |
| 4th | 1978年7月25日  | 「男たちの旅路」オリジナル・サウンドトラック   | LP盤 | YX-5002-N | 圏外     |
| 5th | 1980年10月25日 | 「遥かなる走路」オリジナル・サウンドトラック   | LP盤 | AF-7003   | 圏外     |

| #   | 発売日         | タイトル                                                                                   | 規格 | 規格品番 | オリコン |
| --- | -------------- | ------------------------------------------------------------------------------------------ | ---- | -------- | -------- |
| 6th | 2009年6月24日  | 「キタキツネ物語」ALTERNATE SOUND TRACKS + タケカワユキヒデ ホームレコーディングデモin1978 | 2CD  | GMT-015  | 圏外     |
| 7th | 2010年11月24日 | 「青春の殺人者」オリジナル・サウンドトラック                                               | CD   | GMT-025  | 圏外     |

### コンピレーション・アルバム
| #   | 発売日         | タイトル                                           | 規格 | 規格品番                       | オリコン |
| --- | -------------- | -------------------------------------------------- | ---- | ------------------------------ | -------- |
| 1st | 1978年1月15日  | CMソング・グラフィティ・ゴダイゴ・スーパー・ヒッツ | LP盤 | YX-7196                        | 4位      |
| 1st | 1989年11月21日 | CMソング・グラフィティ・ゴダイゴ・スーパー・ヒッツ | CD   | CA-4062                        | 4位      |
| 1st | 1993年10月21日 | CMソング・グラフィティ・ゴダイゴ・スーパー・ヒッツ | CD   | COCA-11091（CD文庫1500）       | 4位      |
| 1st | 2008年3月19日  | CMソング・グラフィティ・ゴダイゴ・スーパー・ヒッツ | CD   | COCP-51088（紙ジャケット仕様） | 4位      |
| 2nd | 1982年6月1日   | CMソング・グラフィティ VOL.2                       | LP盤 | AF-7122                        | 29位     |
| 2nd | 1989年11月21日 | CMソング・グラフィティ VOL.2                       | CD   | CA-4065                        | 29位     |
| 2nd | 1993年11月21日 | CMソング・グラフィティ VOL.2                       | CD   | COCA-11131（CD文庫1500）       | 29位     |
| 2nd | 2008年3月19日  | CMソング・グラフィティ VOL.2                       | CD   | COCP-51096（紙ジャケット仕様） | 29位     |

### ライブ・アルバム
| #   | 発売日         | タイトル                          | 規格  | 規格品番                         | オリコン |
| --- | -------------- | --------------------------------- | ----- | -------------------------------- | -------- |
| 1st | 1979年10月25日 | MAGIC CAPSULE                     | 2LP盤 | YZ-5001/2                        | 1位      |
| 1st | 1989年11月21日 | MAGIC CAPSULE                     | 2CD   | CA-4066/7                        | 1位      |
| 1st | 1995年2月21日  | MAGIC CAPSULE                     | 2CD   | COCA-12370/1（CD文庫3000）       | 1位      |
| 1st | 2008年3月19日  | MAGIC CAPSULE                     | 2CD   | COCP-51091/2（紙ジャケット仕様） | 1位      |
| 2nd | 1980年12月25日 | 中国 后醍醐                       | LP盤  | AF-7026                          | 77位     |
| 2nd | 1994年7月21日  | 中国 后醍醐                       | CD    | COCA-11878（CD文庫1500）         | 77位     |
| 2nd | 2008年3月19日  | 中国 后醍醐                       | CD    | COCP-51094（紙ジャケット仕様）   | 77位     |
| 3rd | 1984年9月21日  | 平和組曲                          | LP盤  | AF-7312                          | 48位     |
| 3rd | 1995年2月21日  | 平和組曲                          | CD    | COCA-12374（CD文庫1500）         | 48位     |
| 3rd | 2008年3月19日  | 平和組曲                          | CD    | COCP-51098（紙ジャケット仕様）   | 48位     |
| 4th | 1985年6月1日   | INTERMISSION/GODIEGO FINAL LIVE+2 | 2LP盤 | AB-7129/30                       | 72位     |
| 4th | 1995年2月21日  | INTERMISSION/GODIEGO FINAL LIVE+2 | CD    | COCA-12376（CD文庫1500）         | 72位     |
| 4th | 2008年3月19日  | INTERMISSION/GODIEGO FINAL LIVE+2 | 2CD   | COCP-51100/1（紙ジャケット仕様） | 72位     |

### ベスト・アルバム
| #    | 発売日         | タイトル                                             | 規格               | 規格品番                     | オリコン |
| ---- | -------------- | ---------------------------------------------------- | ------------------ | ---------------------------- | -------- |
| 1st  | 1980年10月21日 | GODIEGO HIT SPECIAL                                  | コンパクトカセット | CBY-8004                     | 圏外     |
| 2nd  | 1986年2月21日  | ベストコレクション                                   | CD                 | 33C31-7852                   | 圏外     |
| 3rd  | 1987年6月1日   | Wデラックス                                          | 2CD                | 50CA-1605/6                  | 圏外     |
| 4th  | 1988年11月21日 | GODIEGO                                              | CD                 | 28CA-2707                    | 圏外     |
| 5th  | 1990年10月21日 | スーパーツインDX/GODIEGO                             | 2CD                | COCA-6971/2                  | 圏外     |
| 6th  | 1992年10月21日 | ゴダイゴ・ベスト・アルバム                           | CD                 | COCA-10349                   | 32位     |
| 7th  | 1994年5月21日  | GODIEGO GREAT BEST Vol.1〜Japanese Version           | CD                 | COCA-11601                   | 71位     |
| 7th  | 2009年3月18日  | GODIEGO GREAT BEST Vol.1〜Japanese Version           | HQCD               | COCP-35510（初回生産限定盤） | 71位     |
| 8th  | 1994年5月21日  | GODIEGO GREAT BEST Vol.2〜English Version            | CD                 | COCA-11602                   | 98位     |
| 8th  | 2009年3月18日  | GODIEGO GREAT BEST Vol.2〜English Version            | HQCD               | COCP-35511（初回生産限定盤） | 98位     |
| 9th  | 1994年9月21日  | RETURN OF GODIEGO〜MICKEY YOSHINO'S BEST SELECTION〜 | CD                 | COCA-11951                   | 圏外     |
| 10th | 1994年11月21日 | GODIEGO SINGLE COLLECTION                            | 2CD                | COCA-12123/4                 | 圏外     |
| 11th | 1995年6月21日  | GODIEGO SINGLE COLLECTION Vol.2                      | 2CD                | COCA-12643/4                 | 圏外     |
| 12th | 1999年12月18日 | GOLD/GODIEGO NOW & THEN                              | CD                 | COCP-30769                   | 48位     |
| 13th | 2009年2月18日  | ゴールデン⭐︎ベスト ゴダイゴ                          | 2CD                | COCP-35441/2                 | 圏外     |

| #    | 発売日        | タイトル         | 規格 | 規格品番  | オリコン |
| ---- | ------------- | ---------------- | ---- | --------- | -------- |
| 14th | 2016年11月2日 | Godiego The Best | CD   | UPCY-7196 | 222位    |

### ボックス・セット
| #   | 発売日        | タイトル                     | 規格 | 規格品番                           |
| --- | ------------- | ---------------------------- | ---- | ---------------------------------- |
| 1st | 1991年4月1日  | 15TH ANNIVERSARY GODIEGO BOX | 10CD | COCA-7331/40                       |
| 2nd | 2008年3月19日 | GODIEGO BOX                  | 16CD | XT-2533/48（初回受注完全限定生産） |

| #   | 発売日        | タイトル                    | 規格 | 規格品番   |
| --- | ------------- | --------------------------- | ---- | ---------- |
| 3rd | 2011年11月6日 | Godiego Collectors’ DVD BOX | 8DVD | UPBH-20091 |

| #   | 発売日        | タイトル                                        | 規格 | 規格品番    |
| --- | ------------- | ----------------------------------------------- | ---- | ----------- |
| 4th | 2016年4月20日 | ゴダイゴ DVD BOX 2 ～アーカイブスセレクション～ | 3DVD | UPBY-5041/3 |
| 5th | 2017年3月29日 | Godiego 40th Anniversary Live DVD BOX           | 3DVD | UPBY-5057/9 |

### 配信限定アルバム
| #   | 発売日         | タイトル                                 | 規格                   | 規格品番   |
| --- | -------------- | ---------------------------------------- | ---------------------- | ---------- |
| 1st | 2011年11月16日 | GODIEGO SINGLES VOL.1 -SIDE A SELECTION- | デジタル・ダウンロード | COKM-31144 |
| 2nd | 2011年11月16日 | GODIEGO SINGLES VOL.2 -SIDE B SELECTION- | デジタル・ダウンロード | COKM-31145 |
| 3rd | 2011年11月16日 | GODIEGO 35TH ANNIVERSARY SELECTION       | デジタル・ダウンロード | COKM-31146 |

### 映像作品
| #   | 発売日         | タイトル                                        | 規格        | 規格品番                          |
| --- | -------------- | ----------------------------------------------- | ----------- | --------------------------------- |
| 1st | 1980年1月      | MAGIC CAPSULE                                   | VHS・ベータ | COCV-4321（ファンクラブ限定販売） |
| 1st | 1994年1月21日  | MAGIC CAPSULE                                   | VHS         | COVA-4321（一般流通販売）         |
| 2nd | 1981年10月9日  | ゴダイゴ・オン・シルクロード（トルコ&イラン）   | LD          | MP006-22TE                        |
| 3rd | 1981年10月9日  | ゴダイゴ・オン・シルクロード（インド&ネパール） | LD          | MP007-22TE                        |
| 4th | 1985年6月21日  | インターミッション ゴダイゴ・ファイナル・ライヴ | VHS         | 98C61-9222                        |
| 4th | 1985年6月21日  | インターミッション ゴダイゴ・ファイナル・ライヴ | ベータ      | C-61-9722                         |
| 4th | 1985年7月21日  | インターミッション ゴダイゴ・ファイナル・ライヴ | LD          | C-51-6094                         |
| 4th | 1990年12月21日 | インターミッション ゴダイゴ・ファイナル・ライヴ | VHS         | COVA-4007                         |
| 5th | 2000年4月1日   | 復活!! ゴダイゴ・ジャパンツアー・1999           | VHS         | COVA-6379                         |

| #   | 発売日         | タイトル           | 規格 | 規格品番                       |
| --- | -------------- | ------------------ | ---- | ------------------------------ |
| 6th | 2006年9月27日  | ゴダイゴ in 東大寺 | 2DVD | UPBH-1195〜96                  |
| 6th | 2007年11月21日 | GODIEGO in 東大寺  | 2DVD | UPBH-29006〜07（初回生産限定） |

| #   | 発売日         | タイトル                    | 規格 | 規格品番       |
| --- | -------------- | --------------------------- | ---- | -------------- |
| 7th | 2007年10月24日 | GODIEGO 2007 TOKYO 新創世記 | 2DVD | UPBH-20007〜08 |

| #   | 発売日         | タイトル                   | 規格 | 規格品番       |
| --- | -------------- | -------------------------- | ---- | -------------- |
| 8th | 2023年10月18日 | Godiego TBS Dream Time Box | 4DVD | POBD-25918〜21 |

### その他、収録音源
『交響詩 銀河鉄道999』（1979年7月21日）
東映動画のアニメーション「劇場版 銀河鉄道999」のオリジナル・サウンドトラック。オリコン・チャートで1位を記録。
「銀河鉄道999」と「テイキング・オフ!」の2曲が収録されているが、ともに「間奏のない」ヴァージョンである。
『NTVM AFTER 10 YEARS』（1979年10月）
日本テレビ音楽の発足10周年を記念して製作された非売品2枚組アルバム。
全16曲中、ゴダイゴ単独で「太陽にほえろ!」「ルパン三世」「ウォンテッド」の3曲、そして大野雄二とゴダイゴで「ペッパー警部」「魅せられし魂」の2曲を演奏している。「魅せられし魂」では、トミーがリード・ボーカルを担当している。
ゴダイゴとクレジットされているが、タケカワは参加していない。
ちなみに20周年記念盤『NTVM AFTER 20 YEARS』という2枚組CDも存在しているが、こちらは日本テレビのドラマなどで使用された楽曲のオムニバスである。「ガンダーラ」だけが収録されている。
『OUR FAVOURITE SONGS』（1979年10月1日）
『NTVM AFTER 10 YEARS』の中の12曲が収録されている。
『手塚治虫ワールドBest of Best 24時間テレビ〜愛は地球を救う&ユニコ オリジナル・サウンドトラック』（1999年8月21日）
24時間テレビで放映された作品およびユニコシリーズのサントラ盤。
ゴダイゴは、新室内楽協会ととも、「どこから来たのユニコ」「大空のユニコ」「そして今日も」「どんどん」の4曲を演奏している。
4曲とも作詞：伊藤アキラ/奈良橋陽子、作曲：タケカワユキヒデ、編曲：ミッキー吉野、歌：加橋かつみである。
『劇場版 銀河鉄道999』（韓国盤DVD）（2001年7月20日）
韓国語音声を選択すると「銀河鉄道999」と「テイキング・オフ!」の英語版が再生される。「銀河鉄道999」のボーカルは別テイクである。2010年時点では、ゴダイゴの英語版「テイキング・オフ!」が存在することを確認でき、なおかつ実際に聴くことができたのは、このDVDだけだった。2011年11月に結成35周年を記念して配信限定でリリースされた「35TH ANNIVERSARY SELECTION」で、初めて単曲で公式リリースされた。
『銀河鉄道999 ETERNAL EDITION Series File No.7&8 「銀河鉄道999 SONGS & Others」』（2001年8月18日）
銀河鉄道999の完全版CDシリーズ、第4弾。「銀河鉄道999」の日本語版、英語版、カラオケ(演奏ゴダイゴ)と、「テイキング・オフ!」の日本語版、カラオケ(演奏ゴダイゴ)が収録されている。
『SPECIAL BONUS DISC for GODIEGO BOX』（2008年3月19日）
『GODIEGO BOX』がリリースされた際、ディスク・ユニオンでの購入特典として添付された非売品CD。
「LOVE YOU TILL THE DAY I DIE」 （アルバム『フラワー』のアウトテイク、トミーのボーカル）、「I CAN'T LET GO」 （ラジオ番組用に録音された吉澤洋治ボーカル版）、「LONGWAY FROM HOME」 （1984年のドラマ「若き血に燃ゆる」で使用されたオリジナル・ヴァージョン、トミーのボーカル）の3曲が収録されている。
『disc UNION SPECIAL BONUS DISC』（2008年4月11日）
『ハウス』『男たちの旅路』『遙かなる走路』の復刻CDリリース時にディスク・ユニオンでの3枚同時購入特典として添付された非売品CD。
「ハウス」アルバム未収録トラック「#1」、同「#2」、「男たちの旅路」アルバム未収録トラック「#1」、同「#2」、同「#3」、同「#4」 の6曲が収録されている。

### 参加アルバム
『比叡山フリーコンサート』沢田研二（1975年10月21日）
ライヴ前半にミッキー吉野グループ（ミッキー、スティーヴ、浅野、原田裕臣）が参加している。沢田は、タケカワの1stアルバム『走り去るロマン』に収録されている「夜の都会」をカヴァーしている。
『いくつかの場面』沢田研二（1975年12月21日）
沢田研二の7枚目のソロアルバム。A面最後の曲「U.F.O.」は、ミッキー吉野作・編曲によるもの。演奏は、ミッキー、スティーヴ、浅野、原田裕臣。
『ペイパー・ムーン』大橋純子（1976年5月25日）
大橋純子の2ndアルバム。羽田健太郎、深町純、村上秀一、後藤次利らとともに、ミッキーとスティーヴ、原田裕臣が参加している。また収録曲の「ひとり」をミッキーが作・編曲している。
『ききょう』山内てつ（1976年8月25日）
イギリスのロックバンド・フェイセズのベーシストでもあった山内てつのアルバム。浅野、ミッキー、スティーヴ、原田裕臣が参加している。
『ベイサイド・スゥィンガー』エディ藩（1976年9月25日）
ゴダイゴ（タケカワ除く。ミッキー、スティーヴ、浅野孝巳、浅野良治）が、スーパー・セッション・バンドという名で全面参加している。2006年、紙ジャケCDで復刻した。
『スタートへの出発』あおい輝彦（1976年10月25日）
ミッキー、スティーヴ、浅野孝巳、浅野良治が参加している。
タケカワ作曲の「サヨナラ・マイ・ラヴ」は、後に「SOMEWHERE ALONG THE WAY（あの頃）」として初期ゴダイゴのコンサートで披露されていた。1980年には、タケカワのソロアルバム「Lyena]に収録された。
ミッキー作曲の「この素晴らしい世界」は、後に「It's Nice to Have You -Play Your Song Now」のタイトルで、ミッキーがセルフ・カヴァーした。
『レインボー・チェイサー』茶木みやこ（1977年8月10日）
元ピンク・ピクルスの茶木みやこが1977年にリリースしたアルバム。MBS-TV横溝正史シリーズ第一弾テーマソング「まぼろしの人」を含む全11曲で、ゴダイゴ（タケカワ除く）がメインで演奏している。
ミッキー吉野による編曲が9曲、浅野孝巳による編曲が2曲あるが、作詞・作曲には携わっていない。
ハーベストレコードレーベルより発売されたが、ゴダイゴブレイク後の1979年6月にブルボンレコードレーベルからジャケットを変更して再発された。1995年に1977年ジャケ盤が初CD化。2009年11月25日にはSHOWBOATレーベルから、1977年盤が紙ジャケ仕様・リマスター盤で復刻した。
『北欧組曲』三木敏悟&東京ユニオン（1977年9月30日）
ミッキーがシンセサイザで参加している。
『コミュニケーション』アイ高野&ロックンロール・フレンズ（1977年11月25日）
ミッキーが参加している。
『あまぐも』ちあきなおみ（1978年1月25日）
A面は全曲河島英五の作詞・作曲。B面は全曲友川かずきの作詞・作曲。演奏はタケカワを除くゴダイゴ。5曲をミッキーが、そして残りの6曲を岸本博（後にゴダイゴ・ホーンズのリーダーとなる）が編曲している。発売から2年ほどで廃盤となったが、2000年に紙ジャケCDとして復刻した。
『KALEIDOSCOPE』（1978年5月21日）
FMラジオ番組での渡辺香津美とのセッション盤。
ミッキー、トミー、スティーヴが参加。
2004年に初CD化。
『KAORI TWO』桃井かおり（1978年7月5日）
演奏陣のファーストメンバーとして、トミー、スティーヴ、浅野、ミッキーが参加している。また3曲をミッキーが編曲している。
『THRILL』Char（1978年7月10日）
当時ゴダイゴは、Charのバックバンドを務めていた。本アルバムには、ミッキー、スティーヴ、トミーが参加。3曲をトミーが作曲している。
『夜から朝への流れの中で』絵夢（1978年8月21日）
絵夢の3rdアルバム。MORNING SIDEと名付けられたB面の5曲を演奏しているのが、ゴダイゴ（タケカワ除く）である。そのうち3曲をタケカワが作曲している。ミッキーが3曲、浅野が2曲を編曲している。
『ミスティ・モーニング・フライト』竹田和夫（1978年8月25日）
クリエイションのギタリストである竹田和夫のソロ・アルバム。ミッキーがシンセサイザで参加している。
『AGNES IN WONDERLAND』アグネス・チャン（1979年4月25日）
全曲、タケカワが作曲し、ミッキーが編曲した。インストゥルメンタル2曲を除く12曲の作詞は奈良橋陽子、日本語詞は山上路夫である。演奏はタケカワを除くゴダイゴ。
ボーカルがタケカワであれば、ゴダイゴのアルバムと言っても過言ではない作品である。
「鏡の中の私 c.w. I'm lost」が3月に先行シングルカットされ、7月には「100万人のジャバ・ウォーキー」が日本語詞でシングルカットされた。
2009年8月7日には『アグネス・チャン/不思議の国のアグネス + タケカワユキヒデ/AGNES IN WONDERLAND－HOME RECORDING DEMO IN 1979』として、GEAR-maticsシリーズからCDとして復刻した。
「HOME RECORDING DEMO IN 1979」は、タケカワがピアノの弾き語りで制作したデモ音源をCD化したもの（全曲英語詞）である。ディスクユニオンは、本CD発売時に「A Mad Tea Party」の別バージョンを特典CDとして制作した。
『NEON CITY』エディ藩（1982年10月）
トミー、吉澤洋治、岸本博が参加している。岸本が5曲の編曲を担当。ミッキーが作曲した「HIDE AWAY」は、1983年1月のゴダイゴのライヴで、吉澤のボーカルで披露されている。

### 非売品音源
『ちょっと気になるこの日本』（1980年頃、作詞・伊藤アキラ、作曲・梅垣達志）
1975年 - 1980年にかけて、東名阪ラジオ局11社主催・キリンビール協賛、環境庁・総理府・建設省後援で行われた環境美化キャンペーンのテーマソング。
A面にはハイ・ファイ・セット（編曲・小野崎孝輔。キャンペーン開始時に制作、このバージョンのカラオケとカップリングのシングルもあり）、B面にはゴダイゴのバージョンが収録されている。
編曲はタケカワ、ミッキー吉野以外は演奏に参加していないが、ゴダイゴ名義である。

## タイアップ一覧
| 曲名                                                 | タイアップ                                                                     | 収録作品                                           |
| ---------------------------------------------------- | ------------------------------------------------------------------------------ | -------------------------------------------------- |
| 僕のサラダガール                                     | カネボウ化粧品CMソング                                                         | シングル「僕のサラダガール」                       |
| いろはの"い"                                         | 日本テレビ系ドラマ「いろはの"い"」オープニングテーマ                           | シングル「いろはの"い"」                           |
| 警察のテーマ                                         | 日本テレビ系ドラマ「いろはの"い"」オープニングテーマ                           | シングル「いろはの"い"」                           |
| シンフォニカ                                         | テレビ朝日系「地球は音楽だ」テーマ                                             | シングル「シンフォニカ」                           |
| ナウ・ユア・デイズ                                   | 日立マクセルCMソング                                                           | シングル「シンフォニカ」                           |
| ナウ・ユア・デイズ                                   | 日本石油CMソング                                                               | シングル「シンフォニカ」                           |
| ハウスのふたり〜ハウス・愛のテーマ〜                 | 大林宣彦監督作品「ハウス」主題歌                                               | シングル「ハウスのふたり〜ハウス・愛のテーマ〜」   |
| ハウスのテーマ                                       | 大林宣彦監督作品「ハウス」テーマ曲                                             | シングル「ハウスのふたり〜ハウス・愛のテーマ〜」   |
| 君は恋のチェリー                                     | 大林宣彦監督作品「ハウス」挿入歌                                               | シングル「君は恋のチェリー」                       |
| ミラージュのテーマ                                   | 「ミラージュボウル」テーマ                                                     | シングル「ミラージュのテーマ」                     |
| ミラージュのテーマ                                   | 三菱・ミラージュCMソング                                                       | シングル「ミラージュのテーマ」                     |
| 水滸伝のテーマ                                       | 日本テレビ・国際放映制作・イギリスBBC放映「水滸伝」テーマソング                | シングル「水滸伝のテーマ」                         |
| ガンダーラ                                           | 日本テレビ系ドラマ「西遊記」エンディングテーマ                                 | シングル「ガンダーラ」                             |
| セレブレーション                                     | 日本テレビ系ドラマ「西遊記」挿入歌                                             | シングル「ガンダーラ」                             |
| モンキー・マジック                                   | 日本テレビ系ドラマ「西遊記」オープニングテーマ                                 | シングル「モンキー・マジック」                     |
| モンキー・マジック                                   | 天才てれびくん (MTK, AT7) テーマ曲                                             | シングル「モンキー・マジック」                     |
| モンキー・マジック                                   | 天才てれびくん (MTK, AT7) 挿入歌                                               | シングル「モンキー・マジック」                     |
| モンキー・マジック                                   | 北海道テレビ放送「おにぎりあたためますか」オープニングテーマ                   | シングル「モンキー・マジック」                     |
| ビューティフル・ネーム                               | 国際児童年協賛歌                                                               | シングル「ビューティフル・ネーム」                 |
| ビューティフル・ネーム                               | NHK「みんなのうた」                                                            | シングル「ビューティフル・ネーム」                 |
| はるかな旅へ                                         | 洋画「アバランチ・エクスプレス」イメージソング                                 | シングル「はるかな旅へ」                           |
| トライ・トゥ・ウェイク・アップ・トゥ・ア・モーニング | 「24時間テレビ・愛は地球を救う2」テーマソング                                  | シングル「はるかな旅へ」                           |
| 銀河鉄道999                                          | 東映映画「銀河鉄道999」主題歌                                                  | シングル「銀河鉄道999」                            |
| テイキング・オフ!                                    | 東映映画「銀河鉄道999」挿入歌                                                  | シングル「銀河鉄道999」                            |
| ホーリー&ブライト                                    | 日本テレビ系ドラマ「西遊記II」エンディングテーマ                               | シングル「ホーリー&ブライト」                      |
| リターン・トゥ・アフリカ                             | 朝日放送系番組「アフリカの黒い太陽」テーマ                                     | シングル「リターン・トゥ・アフリカ」               |
| ポートピア                                           | ポートピア'81のイメージソング                                                  | シングル「ポートピア」                             |
| (カミング・トゥゲザー・イン)カトマンズ               | タケダ「ベンザ・エース」CMソング                                               | シングル「(カミング・トゥゲザー・イン)カトマンズ」 |
| アフター・ザ・レイン                                 | 松竹映画「遙かなる走路」主題歌                                                 | シングル「アフター・ザ・レイン」                   |
| ニューヨーク・ニューヨーク                           | 松竹映画「遙かなる走路」挿入歌                                                 | シングル「アフター・ザ・レイン」                   |
| 愛の3イヤーズ                                        | ニッポン放送「とびきりポップ愛の1・2・3」テーマソング                          | シングル「愛の3イヤーズ」                          |
| ザ・サンライズ                                       | 朝日放送「世界の初日の出」テーマソング                                         | シングル「愛の3イヤーズ」                          |
| 魔法のあかり                                         | 東映動画「アラジンと魔法のランプ」テーマソング                                 | シングル「魔法のあかり」                           |
| アラジンのランプ                                     | 東映動画「アラジンと魔法のランプ」挿入歌                                       | シングル「魔法のあかり」                           |
| キャリー・ラヴ                                       | AGFブレンディCMソング                                                          | シングル「キャリー・ラヴ」                         |
| JAVA WA JAVA in the book of Godiego                  | TBS系「噂の!東京マガジン」エンディング・テーマ                                 | シングル「JAVA WA JAVA in the book of Godiego」    |
| MONKEY MAGIC 2006                                    | 日本テレビ系「汐留イベント部」5月エンディング・テーマ                          | シングル「MONKEY MAGIC 2006」                      |
| ONE FOR EVERYONE                                     | NHK BS2 アニメーション「シルクロード少年ユート」オープニング・テーマ           | シングル「ONE FOR EVERYONE」                       |
| Big MAMA                                             | TBS系「徳光和夫の感動再会"逢いたい"」10 - 12月エンディング・テーマ             | シングル「Big MAMA」                               |
| WALKING ON                                           | 日本テレビ『ぶらり途中下車の旅』第24代テーマ曲                                 | シングル「WALKING ON」                             |
| きみはミラクル!                                      | NHK みんなのうた 2015年10月 - 11月期 新曲                                      | シングル「きみはミラクル!」                        |
| 銀河鉄道999 シン・ミックス                           | TBS系『THE TIME,』初代テーマ曲（2021年10月1日 - 2022年9月30日、2023年2月21日） | 配信限定シングル「銀河鉄道999 シン・ミックス」     |

## ライブ
第1期ではホールクラスの会場を中核市や中枢中核都市圏に至る各所を敢行するコンサートツアーが主に対し、第2期ではホールクラスに加えライブハウスを含み政令指定都市での単発公演が主になっている。

## 出演イベント
| 公演年 | タイトル                                                                              | 公演日・会場                                                                       |
| ------ | ------------------------------------------------------------------------------------- | ---------------------------------------------------------------------------------- |
| 1976年 | ハッピーバースデー アメリカン ミュージック フェスティバル                             | 07/24 東京サマーランド (東京都)                                                    |
| 1976年 | ハッピーバースデー アメリカン ミュージック フェスティバル                             | 07/25 東京サマーランド (東京都)                                                    |
| 1977年 | Hot Summer 10Days Rock Carnival                                                       | 07/23 俳優座劇場 (東京都)                                                          |
| 1977年 | A Rock Tour                                                                           | 07/31 久保記念講堂 (東京都)                                                        |
| 1977年 | A Rock Tour                                                                           | 08/05 市原市市民会館 (千葉県)                                                      |
| 1977年 | A Rock Tour                                                                           | 08/06 北志賀高原 (長野県)                                                          |
| 1977年 | A Rock Tour                                                                           | 08/08 栃木会館 (栃木県)                                                            |
| 1977年 | A Rock Tour                                                                           | 08/11 松本市社会文化会館 (長野県)                                                  |
| 1977年 | A Rock Tour                                                                           | 08/13 名古屋市公会堂 (愛知県)                                                      |
| 1977年 | A Rock Tour                                                                           | 08/20 札幌市民会館 (北海道)                                                        |
| 1977年 | A Rock Tour                                                                           | 08/22 函館市民会館 (北海道)                                                        |
| 1977年 | A Rock Tour                                                                           | 08/28 福岡青少年福祉センター (福岡県)                                              |
| 1977年 | A Rock Tour                                                                           | 09/03 毎日ホール (大阪府)                                                          |
| 1977年 | A Rock Tour                                                                           | 11/12 新潟県民会館 (新潟県)                                                        |
| 1978年 | ジャパン・ロック・フェス                                                              | 05/03 日比谷野外大音楽堂 (東京都)                                                  |
| 1978年 | '78ミュージックフェスティバル「芸術祭奨励コンサート」                                 | 11/03 NHKホール (東京都)                                                           |
| 1979年 | ポートピア500日前記念式典                                                             | 11/03 神戸市立中央体育館 (兵庫県)                                                  |
| 1980年 | ポートピア1年前記念式典                                                               | 03/19 神戸文化ホール (兵庫県)                                                      |
| 1980年 | 函館まつり                                                                            | 08/02 千代台公園陸上競技場 (北海道)                                                |
| 1980年 | 第3回ストリート・シーン                                                               | 10/11 シビック・センター (アメリカ合衆国・カリフォルニア州ロサンゼルス)            |
| 1980年 | 第一回中日友好音楽祭                                                                  | 10/23 第一請工人文化宮劇場 (中華人民共和国・天津市)                                |
| 1980年 | 第一回中日友好音楽祭                                                                  | 10/24 第一請工人文化宮劇場 (中華人民共和国・天津市)                                |
| 1981年 | ”ポープ・イン・ホープ” ヤングの集い～ローマ法王を武道館に迎えて                       | 02/24 日本武道館 (東京都)                                                          |
| 1981年 | ポートピア'81 開幕コンサート                                                          | 03/20 ポートピア国際広場 (兵庫県)                                                  |
| 1982年 | 公園通り音楽祭                                                                        | 04/25 代々木公園 (東京都)                                                          |
| 1982年 | 中野祭り                                                                              | 10/02 中野サンプラザホール (東京都)                                                |
| 1984年 | ロイヤル・メルボルン・ショー                                                          | 09/18 - 9/28 メルボルン・ショウグラウンズ (オーストラリア・ビクトリア州メルボルン) |
| 2006年 | 第10回熱血!オヤジバトル                                                               | 12/08 福岡サンパレスホール (福岡県)                                                |
| 2010年 | COUNTDOWN JAPAN 10/11・EARTH STAGE                                                    | 12/29 幕張メッセ・国際展示場展示ホール1〜8 (福岡県)                                |
| 2014年 | OBSミュージックフェスティバル                                                         | 01/25 iichiko総合文化センター・グランシアタ (大分県)                               |
| 2014年 | LEGEND IN CONCERT                                                                     | 03/29 山口きらら博記念公園多目的ドーム (山口県)                                    |
| 2014年 | ARABAKI ROCK FEST.14・磐越                                                            | 04/26 国営みちのく杜の湖畔公園・エコキャンプみちのく (宮城県)                      |
| 2015年 | 地球劇場フェス2015～100年後の君に聴かせたい歌～                                       | 08/08 横浜赤レンガ倉庫・赤レンガパーク野外特設ステージ (神奈川県)                  |
| 2018年 | FM COCOLO「オーディナリー・ナイト」presents [オーディナリー・ナイト スペシャルライブ] | 08/03 大阪フェスティバルホール (大阪府)                                            |
| 2019年 | JOIN ALIVE 2019・ROSE STAGE                                                           | 07/14 いわみざわ公園野外音楽堂 (北海道)                                            |
| 2021年 | 第16回徹子の部屋コンサート                                                            | 11/24 東京国際フォーラム・ホールA (東京都)                                         |
| 2022年 | 第17回徹子の部屋コンサート                                                            | 11/23 東京国際フォーラム・ホールA (東京都)                                         |
| 2022年 | 第17回徹子の部屋コンサート                                                            | 11/27 大阪フェスティバルホール (大阪府)                                            |

## 出演メディア

### NHK紅白歌合戦出場歴
| 年度/放送回               | 回 | 曲目                   |
| ------------------------- | -- | ---------------------- |
| 1979年（昭和54年）/第30回 | 初 | ビューティフル・ネーム |
| 1980年（昭和55年）/第31回 | 2  | ポートピア             |
| 1999年（平成11年）/第50回 | 3  | ビューティフル・ネーム |

注意点
- 曲名の後の（○回目）は紅白で披露された回数を表す。
- 出演順は「出演順/出場者数」で表す。

### ラジオ
- 独占!サウンドヒーロー ゴダイゴ・アブラカダブラ（ニッポン放送）
- アイドルスタースペシャル とびきりPOP! 愛の1・2・3（ニッポン放送）

### 映画
- ブラック・ジャック/瞳の中の訪問者（1977年）特別出演。
- HOUSE（大林宣彦監督）（1977年）東京駅にいたバンドマン役として友情出演。同作では小林亜星と共に音楽も担当。

## 書籍
- 『Godiego PART1』（1979年4月15日、すばる書房）
  - アルバム（メンバーのミニ写真集）
  - メンバー紹介
  - ミニヒストリー
  - サウンド&ステージ
  - 著名人（堺正章、福田一郎、渡辺岳夫、はらたいら、砂田重民）からのゴダイゴへのメッセージ
  - 奈良橋陽子作品集
  - ガンダーラ、モンキーマジックの歌詞と楽譜掲載
- 『GODIEGO jumbo'79（平凡編集臨時増刊）』（1979年9月5日、平凡社）-　大型写真集。
  - オール楽譜付きヒット全曲集
  - ゴダイゴの歴史がひと目でバッチリ
  - ファンの質問にメンバーがズバリ答える
  - 完全一ひとりずつファッショナブルポートレート
  - 別冊付録　超ワイド全員ホットポスター
  - 別冊付録　リフレッシュ・ゴダイゴ・カレンダー
- 『ゴダイゴ　永遠のオデュッセイア』（1980年7月31日、徳間書店）
  - ゴダイゴへの道
  - ゴダイゴの仕掛け人ジョニー
  - ゴダイゴ、「ゴダイゴ」を語る
  - ゴダイゴのユートピア
- 『45 Godiego 1976-2021』（2021年6月30日、株式会社KADOKAWA）
  - SpecialTalk　～　EXILE HIRO、亀田誠治、サカナクション　～ゴダイゴと語り合う
  - Perfect　History　結成前から現在まで。ゴダイゴ45年の歴史を21章でたどる
  - メンバープロフィール　ミッキー吉野/タケカワユキヒデ/浅野孝已/スティーヴ・フォックス/トミー・スナイダー/吉澤洋治
  - ゴダイゴ・楽曲ガイド（オリジナルアルバム、サウンドトラック、ベストアルバム、ソロ、海外販売）
  - ゴダイゴが関わった楽曲ガイド
  - ゴダイゴを語る～奈良橋陽子、Char、難波弘之　他
  - 追悼・浅野孝已、ジョニー野村